# Афанасово (Ульяновский район)
Афанасово — село в Ульяновском районе Калужской области России. Входит в сельское поселение «Деревня Мелихово».
В 2020 году селу присвоено почётное звание Калужской области «Рубеж воинской доблести»

## История
В 1638 году в дозорной книге Козельского уезда с русской стороны Дубенской засеки в числе прочих населенных мест упомянута и деревня Афонасова. Близость деревни к засечной черте дает право утверждать, что население предоставляло ополчение для защиты Козельской засечной черты.
В 1782 году земли деревни Афанасово Жиздринского уезда, где было 27 дворов, делили между собой сразу несколько помещиков: братья Озеровы, Илья Афанасьевич Шеншин, а также наследники семей Голофеевых и Хитровых. В начале XIX века деревня получила статус сельца, земли которого числились за генерал-майором Семеном Петровичем Озеровым и за поручиком Александром Федоровичем Голофеевым. Сыновья Голофеева распродали находившиеся в их собственности земли в Афанасове, оставив за собой лишь их небольшую часть.
В Списке населённых мест Калужской губернии за 1859 год Афанасово значится как владельческое сельцо при речке Полянке, состоявшее из 49 дворов.
После реформы 1861 года Афанасово вошло в Соповскую волость.
Усадьбой в селе владел ротмистр Василий Владимирович Куколь-Яснопольский, а после его смерти в 1866 году оно отошло его сестре Екатерине Владимировне, вдове штабс-капитана Якова Андреевича Курносова. В 1867 году хозяином усадьбы стал купец 1-й гильдии Иван Алипиевич Цыплаков, на средства которого в 1870 году была построена деревянная двухпрестольная церковь с колокольней во имя Успения Пресвятой Богородицы с приделом в честь великомученика Георгия, а также кладбищенская часовня.
При его сыне Николае Цыплакове в селе работали сначала частная, а несколько позже — земская школа, где обучалось 120 крестьянских детей, и самый крупный в губернии винокуренный завод. После революции 1917 года покинутый помещичий особняк и окружающие его парк с садом пришли в запустение. В 1936 году была зарыта церковь, а годы Великой Отечественной войны — разрушена.
В 1920 году в составе Жиздринского уезда село было передано в Брянскую губернию. В следующие годы, при укрупнении волостей, Соповская волость вошла в состав Плохинской, которая была упразднена в 1929 году, с введением районного деления, после чего село перешло в Плохинский район Сухиничского округа Западной области. В 1937 году район был передан Орловской, а в 1944 году — Калужской области.

## Население
| 1782 | 1859 | 1896 | 1913 | 2002 | 2010 |
| ---- | ---- | ---- | ---- | ---- | ---- |
| 120  | 651  | 1069 | 1351 | 128  | 89   |